# Manuel Sánchez-Camargo Cuesta
Manuel Sánchez-Camargo Cuesta (Madrid, 5 de novembre de 1911 - 19 de febrer de 1967) va ser un escriptor, periodista i crític d'art espanyol, fill del periodista Manuel Sánchez Cuesta i net del periodista Manuel Sánchez Asensio.

## Biografia
Llicenciat en filosofia i lletres per la Universitat Central de Madrid, es va iniciar en el periodisme col·laborant amb articles de pintura, música i literatura al diari carlí El Siglo Futuro. Alhora, participà en tertúlies literàries amb Eugeni d'Ors, Rafael Alberti i Federico García Lorca, i es va fer amic del pintor José Gutiérrez Solana.
L'esclat de la guerra civil espanyola el va sorprendre a Madrid. Es va passar tota la contesa empresonat a la presó de San Antón; la seva amistat amb prominents republicans li va salvar la vida. En acabar la contesa treballà com a crític teatral a El Alcázar, tasca que alternà amb la de professor de literatura i història de l'art a l'Institut San Isidro de Madrid, subdirector del Museu d'Art Modern de Madrid i agregat cultural de l'Ambaixada d'Espanya a Colòmbia.
Va publicar articles sobre crítica d'art als diaris Arriba, Pueblo, La Vanguardia, Cuadernos Hispanoamericanos i La Hoja del Lunes, però també a Televisió Espanyola i Radio Nacional de España, amb estudis i tractats sobre Solana, Sorolla i Eugeni d'Ors. Va morir sobtadament al seu domicili de Madrid el 19 de febrer de 1967

## Premis
- Comanda de l'Orde d'Alfons X el Savi
- Creu de l'Orde de Sant Ramon de Penyafort
- Premi Nacional de literatura (1945)
- Antena de Oro 1966

## Obres
- Historia de la Academia Breve de Crítica de Arte. Homenaje a Eugenio d'Ors (1963)
- Solana: historia de una vida y una obra (1962)
- Pintura Española Contemporánea (1954)
- La escuela de Madrid, La muerte y la pintura española (1955)
- Diez pintores madrileños (1966)
- Ventana (poesia)
- Nosotros los muertos (novel·la, 1948)
- Sorolla, el pintor de la luz (guió per a documental)